# ريتشارد فونغ
ريتشارد فونغ هو فنان فيديو كندي، ولد في 1954 في بورت أوف سبين في ترينيداد وتوباغو.